# Тушин (Грчка)
Тушин или Тушим (грч. Αετοχώρι, Аетохори) је насељено место у општини Меглен у периферији Средишња Македонија, Грчка. Према попису из 2021. године било је 22 становника.
Према бугарском географу и историчару, Василу Канчову, у Тушину је 1900. године живело 1.200 Словена хришћана. Током Првог светског рата село је доста страдало, бугарске војне власти су преселиле становништво у позадину Солунског фронта, јер је ту била линија фронта. Део мештана је био смештен по тиквешким селима, други део у Бугарску. После рата део њих се вратио и обновио село. Око 100 породица се није вратило, 30 у Благоевграду (Горња Џумаја), 30 у Старој Загори, 10 у Асеновграду и 30 породица у Ђевђелији. Године 1924. принудно је исељено 33 мештана у Бугарску а на њихово место је насељено 29 грчких избеглица, које су се касније иселиле. За време Грчког грађанског рата село је поново страдало када је већи део становништва избегао у СР Македонију. На попису из 1961. године Тушин је имао 168 становника.